# CHANGE!!!!
〈CHANGE!!!!〉(체인지, チェンジ 첸지[*])는 765 PRO ALLSTARS의 노래이다. 싱글은 《THE IDOLM@STER ANIM@TION MASTER》 시리즈 제4탄으로 2011년 11월 9일에 일본 컬럼비아에서 발매되었다.

## 개요
타이틀 곡 〈CHANGE!!!!〉는 TV 애니메이션 《THE IDOLM@STER》의 두 번째 오프닝 테마로 사용되었다. 첫 번째 오프닝 테마 〈READY!!〉와는 음의 키나 템포, 곡의 구성이 거의 동일하다.
초도 한정판에는 하세가와 아키코, 아사쿠라 아즈미, 하라 유미, 누마쿠라 마나미의 4명에 의한 토크 외에 PS3판 아이돌마스터 2, 또 애니메이션의 논테롭판 두 번째 오프닝 영상을 수록한 DVD가 부록된다.
2012년 2월 1일에 발매된 《THE IDOLM@STER ANIM@TION MASTER 07》에는 타이틀 곡 〈CHANGE!!!!〉>과 전기 오프닝곡 〈READY!!〉를 합친 〈READY!! & CHANGE!!!! SPECIAL EDITION〉가 수록되어 있다.
2013년 여름에 개최된 라이브 투어 ‘THE IDOLM@STER 8 th ANNIVERSARY HOP! STEP!! FESTIV@L!!!’의 후쿠오카, 마쿠하리 장소에서 765 PRO ALLSTARS의 각 캐릭터의 솔로 리믹스가 수록된 《THE IDOLM@STER ANIM@TION MASTER CHANGE!!!! 솔로 리믹스》가 한정 판매되었다.

## 차트 성적
11월 8일 첨부 오리콘 데일리 싱글 차트로 6위를 획득 후, 11월 21일자 오리콘 주간 싱글 차트로 추정 매상 매수 약 2.3만을 기록했으며, 첫 등장 6위를 획득했다. 또, 11월 19일의 《COUNT DOWN TV》에서도 8위에 차트인했다.

## 수록곡
| #  | 제목                                         | 작사          | 작곡                 | 편곡                                                                                           | 음악가 | 재생 시간 |
| -- | -------------------------------------------- | ------------- | -------------------- | ---------------------------------------------------------------------------------------------- | ------ | --------- |
| 1. | 〈CHANGE!!!! (M@STER VERSION)〉              | yura          | NBGI (우치다 테츠야) | 765 PRO ALLSTARS                                                                               | 5:01   |           |
| 2. | 〈We just started〉                          | mft           | 오노 타카미츠        | 호시이 미키(하세가와 아키코), 시죠 타카네(하라 유미), 아키즈키 리츠코(와카바야시 나오미)       | 4:18   |           |
| 3. | 〈지금 스타트!〉 (今 スタート！)             | 시라토 유스케 | 시라토 유스케        | 키사라기 치하야(이마이 아사미), 미우라 아즈사(타카하시 치아키), 가나하 히비키(누마쿠라 마나미) | 4:18   |           |
| 4. | 〈CHANGE!! (M@STER VERSION)〉 (Instrumental) |               | NBGI (우치다 테츠야) |                                                                                                |        |           |

## 수록 앨범
| 곡명                                              | 앨범                                                                         | 발매일           | 비고                    |
| ------------------------------------------------- | ---------------------------------------------------------------------------- | ---------------- | ----------------------- |
| CHANGE!!!! (TV SIZE)                              | 《THE IDOLM@STER ANIM@TION MASTER 06》                                       | 2011년 12월 28일 | TV 사이즈               |
| {CHANGE!!!! (M@STER VERSION) 하루카 솔로 리믹스   | 《THE IDOLM@STER ANIM@TION MASTER CHANGE!!!! 솔로 리믹스》                   | 2013년 9월 15일  | 아마미 하루카의 솔로    |
| CHANGE!!!! (M@STER VERSION) 미키 솔로 리믹스      | 《THE IDOLM@STER ANIM@TION MASTER CHANGE!!!! 솔로 리믹스》                   | 2013년 9월 15일  | 호시이 미키의 솔로      |
| CHANGE!!!! (M@STER VERSION) 치하야 솔로 리믹스    | 《THE IDOLM@STER ANIM@TION MASTER CHANGE!!!! 솔로 리믹스》                   | 2013년 9월 15일  | 키사라기 치하야의 솔로  |
| CHANGE!!!! (M@STER VERSION) 야요이 솔로 리믹스    | 《THE IDOLM@STER ANIM@TION MASTER CHANGE!!!! 솔로 리믹스》                   | 2013년 9월 15일  | 타카츠키 야요이의 솔로  |
| CHANGE!!!! (M@STER VERSION) 유키호 솔로 리믹스    | 《THE IDOLM@STER ANIM@TION MASTER CHANGE!!!! 솔로 리믹스》                   | 2013년 9월 15일  | 하기와라 유키호의 솔로  |
| CHANGE!!!! (M@STER VERSION) 마코토 솔로 리믹스    | 《THE IDOLM@STER ANIM@TION MASTER CHANGE!!!! 솔로 리믹스》                   | 2013년 9월 15일  | 키쿠치 마코토의 솔로    |
| CHANGE!!!! (M@STER VERSION) 아미/마미 솔로 리믹스 | 《THE IDOLM@STER ANIM@TION MASTER CHANGE!!!! 솔로 리믹스》                   | 2013년 9월 15일  | 후타미 아미/마미의 솔로 |
| CHANGE!!!! (M@STER VERSION) 이오리 솔로 리믹스    | 《THE IDOLM@STER ANIM@TION MASTER CHANGE!!!! 솔로 리믹스》                   | 2013년 9월 15일  | 미나세 이오리의 솔로    |
| CHANGE!!!! (M@STER VERSION) 아즈사 솔로 리믹스    | 《THE IDOLM@STER ANIM@TION MASTER CHANGE!!!! 솔로 리믹스》                   | 2013년 9월 15일  | 미우라 아즈사의 솔로    |
| CHANGE!!!! (M@STER VERSION) 리츠코 솔로 리믹스    | 《THE IDOLM@STER ANIM@TION MASTER CHANGE!!!! 솔로 리믹스》                   | 2013년 9월 15일  | 아키즈키 리츠코의 솔로  |
| CHANGE!!!! (M@STER VERSION) 타카네 솔로 리믹스    | 《THE IDOLM@STER ANIM@TION MASTER CHANGE!!!! 솔로 리믹스》                   | 2013년 9월 15일  | 시죠 타카네의 솔로      |
| CHANGE!!!! (M@STER VERSION) 히비키 솔로 리믹스    | 《THE IDOLM@STER ANIM@TION MASTER CHANGE!!!! 솔로 리믹스》                   | 2013년 9월 15일  | 가나하 히비키의 솔로    |
| CHANGE!!!! (M@STER VERSION)                       | 《THE IDOLM@STER 765PRO ALLSTARS+ GRE@TEST BEST! - THE IDOLM@STER HISTORY-》 | 2013년 9월 18일  |                         |
| CHANGE!!!! (BGM VERSION)                          | 《극장판 《THE IDOLM@STER MOVIE 빛의 저편에!》오리지널 사운드 트랙》         | 2014년 2월 5일   | BGM 어레인지            |

### 내용주
1. ↑  아마미 하루카(나카무라 에리코), 호시이 미키(하세가와 아키코), 키사라기 치하야(이마이 아사미), 타카츠키 야요이(니고 마야코), 하기와라 유키호(아사쿠라 아즈미), 키쿠치 마코토(히라타 히로미), 후타미 아미/마미(시모다 아사미), 미나세 이오리(쿠기미야 리에), 미우라 아즈사(타카하시 치아키), 시죠 타카네(하라 유미), 가나하 히비키(누마쿠라 마나미), 아키즈키 리츠코(와카바야시 나오미)

### 참조주
1. ↑  “リスアニ! Vol.8.1” [리스애니! Vol.8.1] (일본어). 소니 매거진스. 2012년 3월 3일: 79. ISBN 978-4-78-977160-3.
2. ↑  “日本コロムビア公式ページ 2013年8月30日更新分” [일본 컬럼비아 공식 페이지 2013년 8월 30일 갱신분] (일본어). 2014년 1월 29일에 확인함.
3. ↑  “アイマス新OP「CHANGE!!!!」が6位発進、キタエリも12位と大健闘” [아이마스 신OP ‘CHANGE!!!!’가 6위 발진, 키타에리도 12위와 대건투]. 《오타☆스케》 (일본어). 2011년 11월 10일. 2012년 7월 28일에 확인함.
4. ↑  “CDシングル 週間ランキング” [CD 싱글 주간 차트]. 《ORICON STYLE》. 오리콘. 2011년 11월 21일. 2쪽. 2012년 7월 28일에 확인함.